# جان باتيست فان مونس
جان باتيست فان مونس (بالفرنسية: Jean-Baptiste Van Mons)‏ (و. 1765 – 1842 م) هو كيميائي، وبستاني، وفيزيائي، وبستاني، وأستاذ جامعي من بلجيكا .
وكان عضواً في الأكاديمية الفرنسية للعلوم، والأكاديمية البروسية للعلوم .
توفي في لوفان ، عن عمر يناهز 77 عاماً.

## مناصب وهيئات
أدار جامعة خنت.